# Elsa Ericson (konstnär, 1881–1967)
Elsa Laura Maria Ericson (Elsa Ericsson-Hagström), född 5 januari 1881 på Hölö prästgård i Södermanland, död den 3 april 1967 i Sundsvall, var en svensk bildkonstnär.

## Biografi
Elsa Ericson var dotter till kyrkoherden Claes Alfred Hagström och Clara Maria Helena Ahlander samt från 1907 gift med ingenjör Arnold Ericson. Hon studerade vid Tekniska skolan och Högre konstindustriella skolan i Stockholm samt i Paris.
Ericson illustrerade barnböcker, tidningar och målade miniatyrporträtt på elfenben. Hennes akvareller utgörs bland annat av sagomotiv inspirerade av svenska folksagor och barnporträtt.

## Bildgalleri

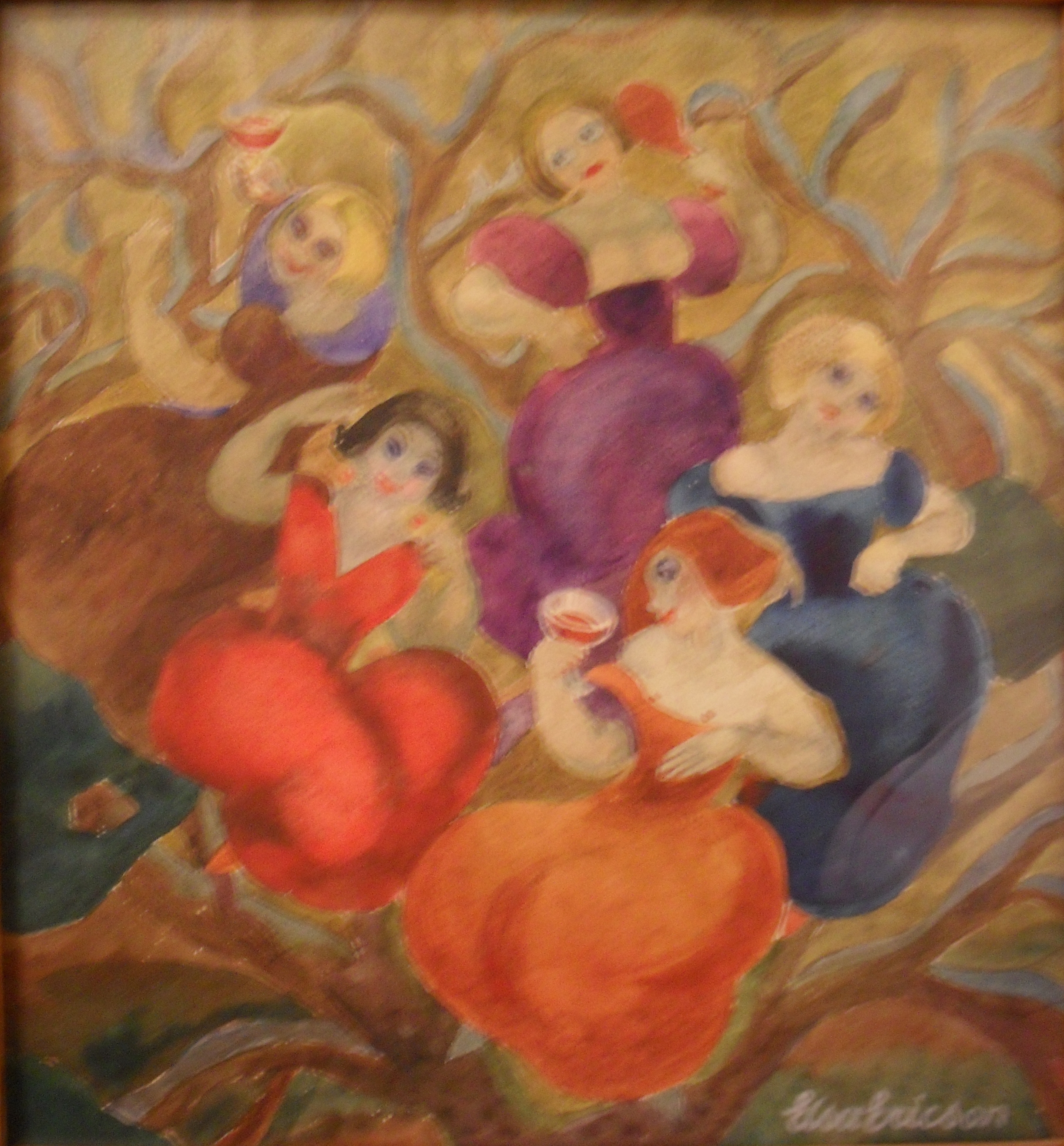
Backautärnor, Elsa Ericson 1945. Privat ägo
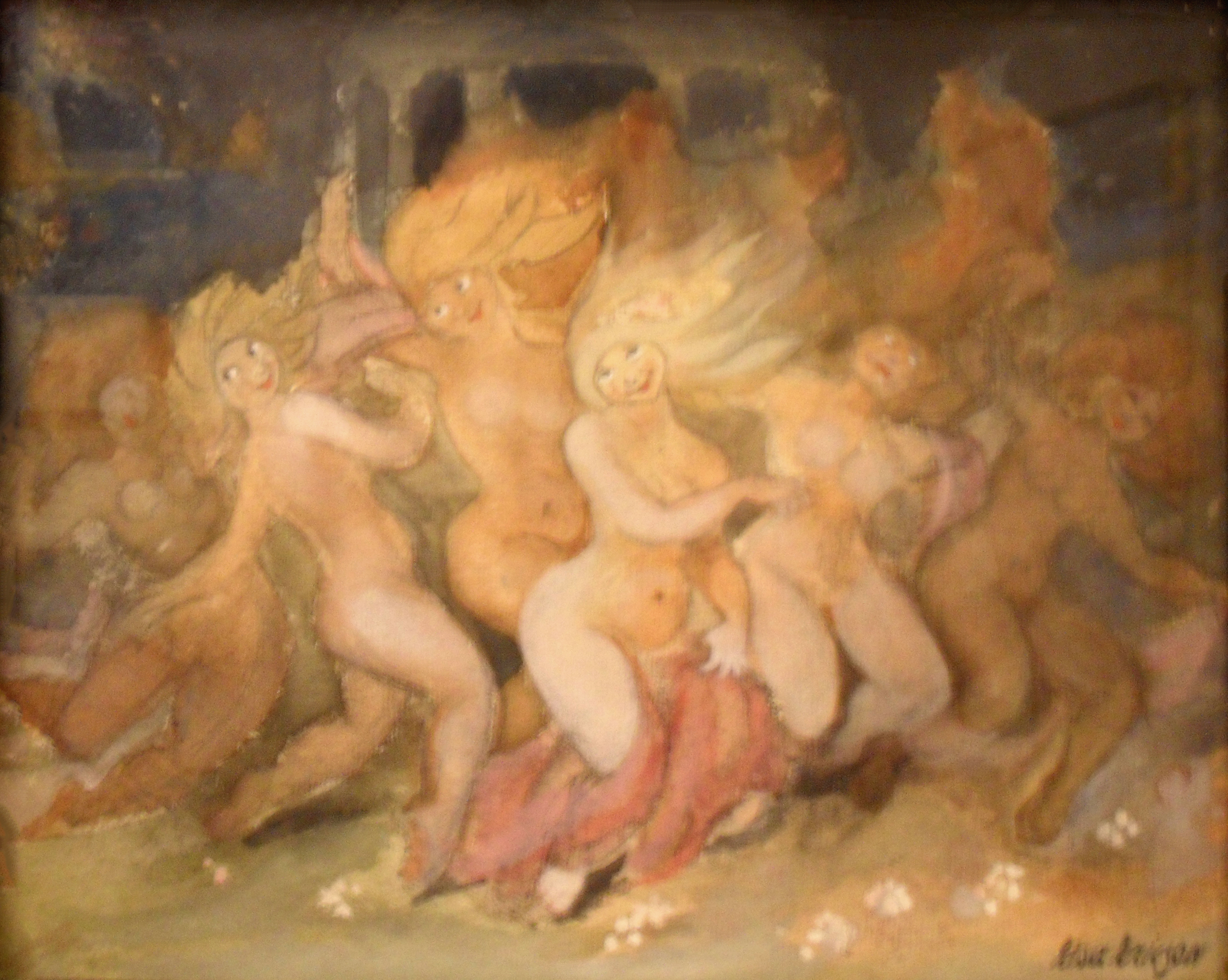
Fåvitska jungfrurna, Elsa Ericson 1955. Privat ägo
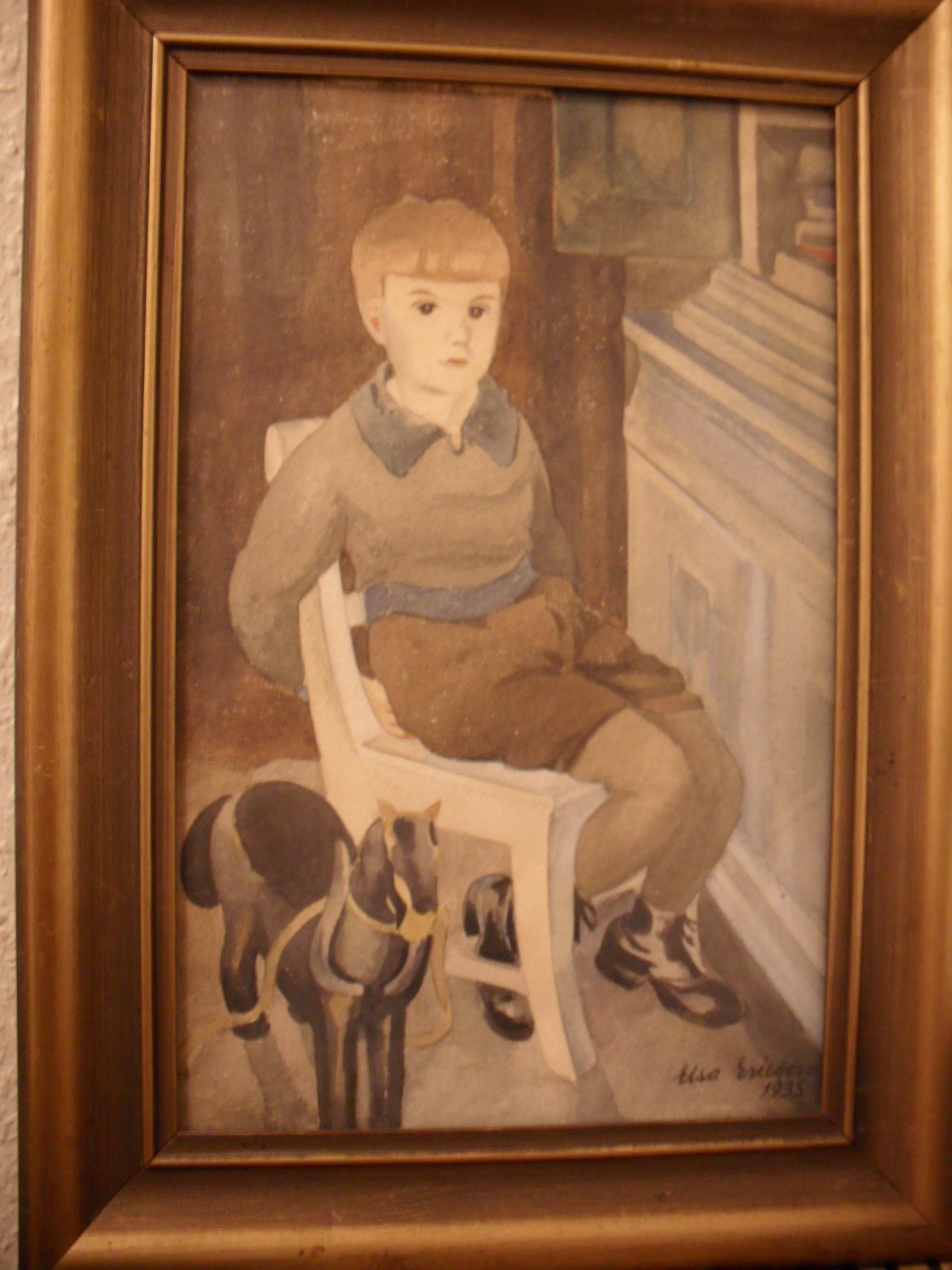
Barnporträtt, Elsa Ericson 1935. Privat ägo
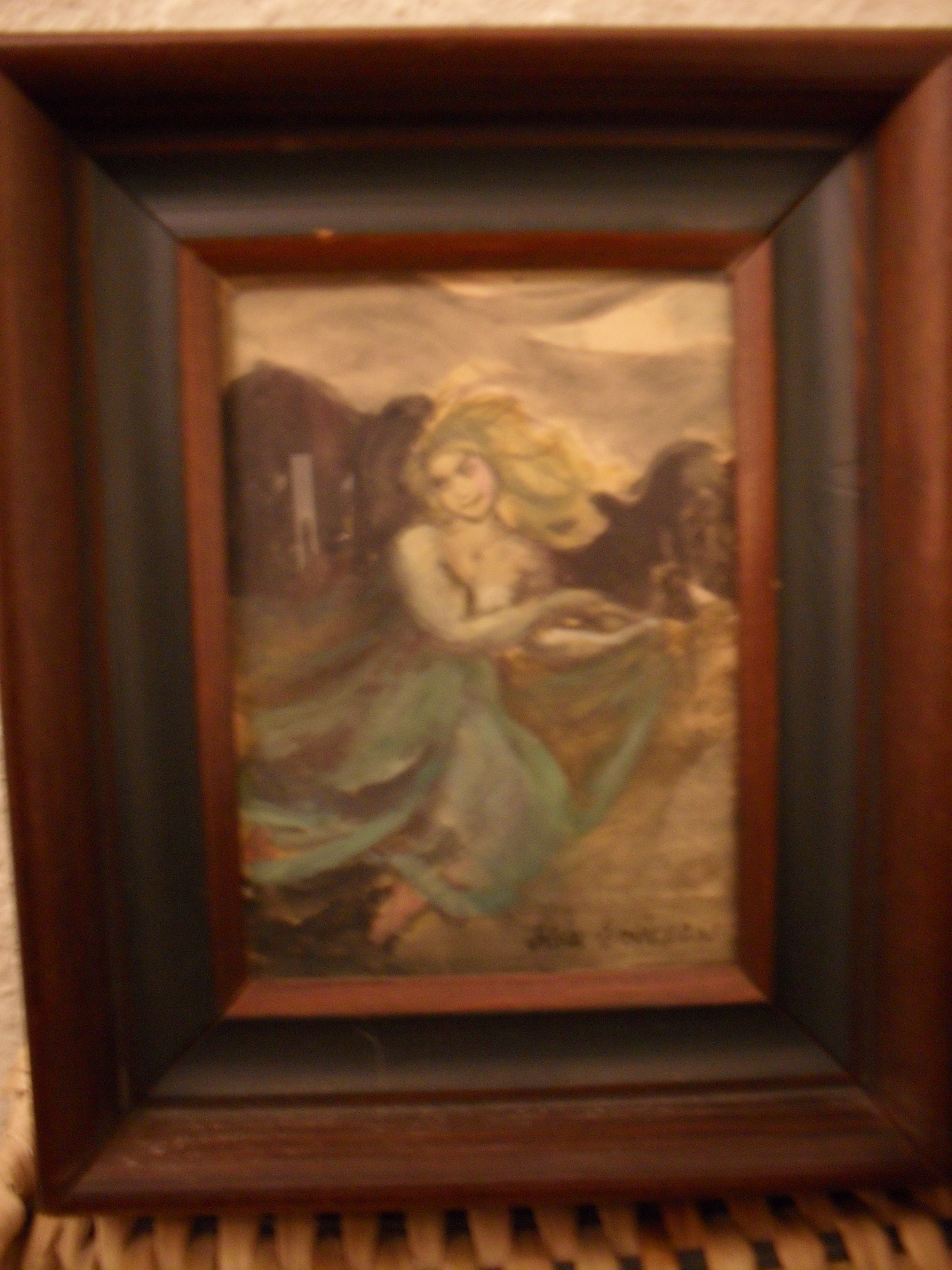
Skogsnymf, Elsa Ericson, okänt årtal. Privat ägo